# ريكاردو دوناتو
ريكاردو دوناتو (بالإيطالية: Riccardo Donato)‏ هو دراج إيطالي، ولد في 2 فبراير 1994 في استي في إيطاليا.

## وصلات خارجية
- ريكاردو دوناتو على موقع أرشيف الدراجات (الإنجليزية)
- ريكاردو دوناتو على موقع إحصائيات الدراجات الإحترافية (الإنجليزية)
- ريكاردو دوناتو على موقع نسبة الدراجات (الإنجليزية)